# Pinocchio (film, 1911)
Pour les articles homonymes, voir Pinocchio (homonymie) et Adaptations de Pinocchio au cinéma et à la télévision.
Pour plus de détails, voir Fiche technique et Distribution.
Pinocchio est un moyen-métrage muet d'aventures fantastiques italien réalisé par Giulio Antamoro et sorti en 1911.
C'est le premier film italien adapté du roman Les Aventures de Pinocchio de Carlo Collodi publié en 1881.

## Synopsis
Le menuisier Geppetto fabrique une marionnette pour lui tenir compagnie. Dès qu'il a fini de le construire, il décide de l'appeler Pinocchio.
Pinocchio prend vie et commence à faire le malin, s'enfuit de la maison et se fait poursuivre par Geppetto. Les carabiniers arrêtent Geppetto tandis que Pinocchio retourne chez lui où il se brûle les pieds. Heureusement, Geppetto arrive et lui reconstruit les pieds. Mais le pantin continue à être méchant avec ses compagnons jusqu'à ce qu'il se retrouve dans le piège d'un fermier qui l'oblige à être le chien de garde de son poulailler. Pendant la nuit, deux silhouettes noires s'approchent de Pinocchio qui se met à aboyer, les deux bandits s'échappent et le fermier libère Pinocchio de son collier. Pinocchio marche dans la rue et voit les deux meurtriers le pendre au grand chêne. Puis les deux bandits s'en vont. La Fée Bleue arrive et sauve Pinocchio de la pendaison et lui donne quelques pièces d'or à apporter à Geppetto. En chemin, Pinocchio rencontre le Chat et le Renard qui le convainquent d'enterrer les pièces dans le Champ des Miracles où poussera un arbre plein de pièces d'or. 
Tous trois se mettent en route et arrivent d'abord à la ville du Grillon parlant, puis au Champ des Miracles où Pinocchio sème ses pièces. Pendant la nuit, le chat et le renard reviennent au Champ, volent l'argent de Pinocchio et s'enfuient. Le pantin se rend compte qu'il a été trompé et lorsqu'il trouve le chat et le renard à l'intérieur d'une taverne, une querelle éclate impliquant tous les clients dans la confusion. Deux chiens dogues emmènent Pinocchio au tribunal où il dénonce le vol des pièces d'or. Le juge-gorille le condamne paradoxalement à la prison. Pinocchio s'échappe de la prison, plonge dans la mer et, en nageant, arrive en vue d'une terre où vit une tribu d'Indiens. Une baleine l'avale. Dans le ventre de l'animal, Pinocchio trouve Geppetto. Les Indiens libèrent Pinocchio et Geppetto du ventre de la baleine et Pinocchio devient le chef de la tribu. Les Indiens ligotent Geppetto. Pinocchio s'échappe et rejoint des soldats. 
Monté sur un boulet tiré d'un canon, il rentre chez lui et y retrouve Geppetto qui l'attend. Il se rend ensuite au théâtre où il rencontre des marionnettes et, au cours d'une représentation, le marionnettiste Mangiafuoco le fait prisonnier. Pinocchio réussit à s'échapper et rentre chez lui où il embrasse Geppetto. Pinocchio suit Lucignolo dans un endroit appelé le Pays des jouets où il n'y a pas de règles et où chaque enfant peut faire ce qu'il veut. Le lendemain matin, Lucignolo et Pinocchio sont transformés en ânes par le cocher qui les emmène boire dans un bac rempli d'eau. Heureusement, la Fée Bleue refait de Pinocchio une marionnette comme avant. Pinocchio retourne ensuite chez Geppetto et, après de nombreuses aventures, la Fée bleue transforme la marionnette vivante en un vrai garçon.

## Fiche technique
- Titre original italien : Pinocchio[1]
- Réalisateur : Giulio Antamoro
- Scénario : Giulio Antamoro d'après le roman Les Aventures de Pinocchio (1881) de Carlo Collodi
- Société de production : Società Italiana Cines
- Pays de production :  Royaume d'Italie
- Format : Noir et blanc - 1,33:1 - muet - 35 mm
- Durée : 42 minutes
- Genre : Film d'aventures fantastiques
- Dates de sortie :
  - Royaume d'Italie : novembre 1911[2]
  - France : 19 décembre 1911

## Distribution
- Ferdinand Guillaume : Pinocchio
- Augusto Mastripietri : Geppetto
- Lea Giunchi : Fée bleue
- Natalino Guillaume : Lucignolo

## Production
On pensait que Les Aventures de Pinocchio seraient spectaculaires sur grand écran. Ferdinand Guillaume, qui était à l'époque l'un des visages les plus célèbres du cinéma comique, fut choisi pour interpréter le protagoniste Pinocchio.
Le film est produit en quelques mois. Sa sortie dans les salles italiennes remporte un grand succès et une version abrégée est exportée dans d'autres pays.

## Restauration
On a cru un temps que le film était perdu, mais en 1994, le négatif original a été retrouvé à la Cineteca Italiana de Milan,. En 2002, le magazine Time a rapporté qu'une version de 30 minutes avait été redécouverte et restaurée.
La Cineteca Italiana décrit le film comme le moins fidèle au roman, où seule une partie de l'histoire de Collodi est retranscrite. Elle qualifie également le film de « spiazzante » (litt. « déconcertant ») et attribue la paternité de cette caractéristique à l'acteur Guillaume.